# Liev Schreiber
Isaac Liev Schreiber (San Francisco, 4 oktober 1967) is een Amerikaanse acteur en regisseur. Hij won twee prijzen op het Filmfestival van Venetië voor zijn regiedebuut Everything Is Illuminated (2005), waar hij zelf ook het script voor schreef. Als acteur werd hij in 1999 genomineerd voor een Golden Globe voor zijn rol als Orson Welles in het biografische (televisie)drama RKO 281. Hij werd vooral bekend als Cotton Weary in de Scream-trilogie. Schriebers broer Pablo Schreiber is eveneens acteur.

## Filmografie
Als acteur
- Asteroid City (2023)
- A Small Light (2023)
- Don't Look Up (2021)
- The French Dispatch (2021)
- Human Capital
- A Rainy Day in New York (2019)
- Spider-Man: Into the Spider-Verse (2018, stem)
- Isle of Dogs (2018, stem)
- My Little Pony: The Movie (2017, stem)
- Goon: Last of the Enforcers (2017)
- The 5th Wave (2016)
- Pawn Sacrifice (2015)
- Spotlight (2015)
- The Last Days on Mars (2013)
- Ray Donovan (2013)
- Goon (2011)
- Salt (2010)
- Repo Men (2010)
- Taking Woodstock (2010)
- X-Men Origins: Wolverine (2009)
- Defiance (2008)
- Dare to Dream: The Story of the U.S. Women's Soccer Team (2007)
- Love in the Time of Cholera (2007)
- Sea Monsters: A Prehistoric Adventure (2007, stem)
- The Ten (2007)
- The Painted Veil (2006)
- The Omen (2006)
- The Manchurian Candidate (2004)
- Spinning Boris (2003)
- Hitler: The Rise of Evil (2003)
- The Sum of All Fears (2002)
- Kate & Leopold (2001)
- Dial 9 for Love (2001)
- Scream 3 (2000)
- Hamlet (2000)
- Spring Forward (1999)
- The Hurricane (1999)
- Jakob the Liar (1999)
- A Walk on the Moon (1999)
- Desert Blue (1998, stem)
- Twilight (1998)
- Sphere (1998)
- Phantoms (1998)
- Scream 2 (1997)
- CIA: America's Secret Warriors (1997)
- Baggage (1997)
- His and Hers (1997)
- Scream (1996)
- Ransom (1996)
- Big Night (1996)
- Walking and Talking (1996)
- The Daytrippers (1996)
- Party Girl (1995)
- Mad Love (1995)
- Denise Calls Up (1995)
- Mixed Nuts (1994)

Als regisseur:
- Everything Is Illuminated (2005)

- Bibsys: 2119029
- Biblioteca Nacional de España: XX1604963
- Bibliothèque nationale de France: cb142253595 (data)
- Gemeinsame Normdatei: 142297011
- International Standard Name Identifier: 0000 0001 2100 6418
- Library of Congress Control Number: no95060510
- MusicBrainz: 4243bbc1-f4d5-4cd6-9671-af3ae59d29b4
- Nationale Bibliotheek van Tsjechië: xx0045522
- Nationale Bibliotheek van Israël: 987007458879805171
- Nationale Bibliotheek van Polen: a0000001285473
- Nederlandse Thesaurus van Auteursnamen: 237938987
- LIBRIS: 274067
- SNAC: w6k07vp2
- Système universitaire de documentation: 094534624
- Virtual International Authority File: 36899830
- WorldCat: E39PBJjmQ87Dhx784DgvthwwG3